# Мертл Гроув (Флорида)
Мертл Гроув (енгл. Myrtle Grove) насељено је место без административног статуса у америчкој савезној држави Флорида.

## Демографија
По попису из 2010. године број становника је 15.870, што је 1.341 (-7,8%) становника мање него 2000. године.
| Група             | 2000.          | 2010.          |
| Белци             | 12.631 (73,4%) | 10.436 (65,8%) |
| Афроамериканци    | 2.322 (13,5%)  | 2.925 (18,4%)  |
| Азијати           | 862 (5,0%)     | 817 (5,1%)     |
| Хиспаноамериканци | 740 (4,3%)     | 1.010 (6,4%)   |
| Укупно            | 17.211         | 15.870         |